# Aloe broomii
Aloe broomii é uma espécie de liliopsida do gênero Aloe, pertencente à família Asphodelaceae.